# 1740
| [ Edytuj tabelę ]              | |
| Król Polski                    | - 1733 August III Sas 1763 |
| Współksiążęta Andory           | - 1738 Jordi Curado y Torreblanca 1747 - 1715 Ludwik XV 1774                                                                               |
| Elektor Bawarii                | - 1726 Karol Albert 1745 |
| Sułtan Brunei                  | - 1730 Muhammad Alauddin 1745 |
| Cesarz Chin                    | - 1735 Qianlong 1796 |
| Król Czech                     | - 1711 Karol VI Habsburg 1740 |
| Król Danii                     | - 1730 Chrystian VI 1746 |
| Dalajlama                      | - 1708 Kelzang Gjaco 1757 |
| Cesarz Etiopii                 | - 1730 Ijasu II 1755 |
| Król Francji                   | - 1715 Ludwik XV 1774 |
| Król Hiszpanii                 | - 1724 Filip V 1746 |
| Landgraf Hesji-Kassel          | - 1730 Fryderyk I Heski 1751 |
| Stadhouder Holandii            | - 1702 drugi okres bez stadhoudera 1747 |
| Szach Iranu                    | - 1736 Nadir Szah Afszar 1747 |
| Państwo Wielkich Mogołów       | - 1720 Mohammed Szah 1748 |
| Król Irlandii                  | - 1727 Jerzy II Hanowerski 1760 |
| Cesarz Japonii                 | - 1735 Sakuramachi 1747 |
| Kalif                          | - 1736 Mahmud I 1754 |
| Patriarcha Konstantynopola     | - 1734 Neofit VI 1740 - 1740 Paisjusz II 1743                                                                                              |
| Władca Korei                   | - 1724 Yŏngjo 1776 |
| Książę Kurlandii i Semigalii   | - 1737 Ernest Jan Biron 1741 |
| Książę Liechtensteinu          | - 1732 Józef Wacław 1745 |
| Sułtan Maroka                  | - 1738 Al-Mustadi ibn Isma’il 1740 - 1740 Abdullah ibn Ismail 1745                                                                         |
| Książę Monako                  | - 1733 Honoriusz III 1793 |
| Król Nawarry                   | - 1710 Ludwik XV 1774 |
| Król Norwegii                  | - 1730 Chrystian VI 1746 |
| Sułtan Omanu                   | - 1728 Sajf II ibn Sultan 1743 |
| Elektor Palatynatu             | - 1716 Karol III Filip 1742 |
| Papież                         | - 1730 Klemens XII 1740 - 1740 Benedykt XIV 1758                                                                                           |
| Książę Parmy i Piacenzy        | - 1735 Karol 1740 - 1740 Maria Teresa 1748                                                                                                 |
| Król Portugalii                | - 1706 Jan V 1750 |
| Król w Prusach                 | - 1713 Fryderyk Wilhelm I 1740 - 1740 Fryderyk II Wielki 1772                                                                              |
| Car Rosji                      | - 1730 Anna 1740 - 1740 Iwan VI 1741 |
| Cesarz Rzymski (niemiecki)     | - 1711 Karol VI Habsburg 1740 - 1740 interregnum 1742                                                                                      |
| Kapitanowie Regenci San Marino | - 1739 Gian Giacomo Angeli Alfonso Giangi 1740 - 1740 Marino Enea Bonelli Alfonso Giangi 1740 - 1740 Giuseppe Onofri Vincenzo Moracci 1741 |
| Elektor Saksonii               | - 1733 Fryderyk August II (król Polski) 1763                                                                                               |
| Król Sardynii                  | - 1730 Karol Emanuel III 1773 |
| Król Szwecji                   | - 1720 Fryderyk I Heski 1751 |
| Król Tajlandii                 | - 1733 Boromma Kot 1758 |
| Sułtan Turków                  | - 1730 Mahmud I 1754 |
| Doża Wenecji                   | - 1735 Alvise Pisani 1741 |
| Król Węgier                    | - 1711 Karol III 1740 - 1740 Maria Teresa 1780                                                                                             |
| Monarcha Wielkiej Brytanii     | - 1727 Jerzy II 1760 |
| Premier Wielkiej Brytanii      | - 1721 Robert Walpole 1742 |

Rok 1740 / MDCCXL
stulecia: XVII wiek ~
XVIII wiek ~
XIX wiek

lata: 1730 «
1735 «
1736 «
1737 «
1738 «
1739 «
1740
» 1741
» 1742
» 1743
» 1744
» 1745
» 1750

## Wydarzenia w Polsce
- 14 grudnia – I wojna śląska: antyaustriacki bunt we Wrocławiu.
- 16 grudnia – Fryderyk II Wielki wkroczył na Śląsk. Wybuchła pierwsza wojna śląska i wojna o sukcesję austriacką.

- Utworzenie w Warszawie Collegium Nobilium.
- Początek ruchu chasydzkiego.

## Wydarzenia na świecie
- 5 lutego – papież Klemens XII przywrócił pełną niepodległość San Marino, które okupowały wojska hiszpańskiego kardynała Giulio Alberoniego.
- 16 lutego – Nicolò Spinola został dożą Genui.
- 18 lutego-17 sierpnia – odbyło się konklawe.
- 8 maja – został podpisany traktat o wieczystej przyjaźni między Francją i Turcją.
- 31 maja – na tronie pruskim zasiadł Fryderyk II Wielki.
- 3 czerwca – król Prus Fryderyk II Wielki zakazał stosowania tortur, z wyjątkiem podejrzanych o zdradę stanu i zabójstwo prominentnej osoby.
- 17 sierpnia – po przeszło sześciu miesiącach sediswakancji na nowego papieża został wybrany 65-letni arcybiskup Bolonii Prospero Lorenzo Lambertini, który przyjął imię Benedykt XIV.
- 17 października – bezpotomna śmierć carycy rosyjskiej Anny Iwanowny. Okres politycznego zamętu w Rosji.
- 20 października – na tronie austriackim zasiadła Maria Teresa, zgodnie z sankcją pragmatyczną przejęła dziedzictwo habsburskie, co stanowiło casus belli wojny o sukcesję austriacką.
- 19 listopada – obalony został Ernest Jan Biron, regent Cesarstwa Rosyjskiego.
- 3 grudnia – papież Benedykt XIV wydał pierwszą w historii encyklikę Ubi primum.
- 14 grudnia – antyaustriacki bunt we Wrocławiu (niem. Breslau).
- Powstał najstarszy znany rysunek parowego działa samobieżnego.

## Urodzili się
- 8 stycznia - Tadeusz Grabianka, polski alchemik, iluminat, starosta liwski (zm. 1807)
- 14 stycznia – Karol de Perthées, polski kartograf (zm. 1815)
- 4 lutego
  - Carl Michael Bellman, szwedzki poeta i kompozytor epoki klasycyzmu (zm. 1795)
  - Adam Philippe de Custine, francuski generał (zm. 1793)
- 6 lutego - Justynian Niemirowicz-Szczytt, polski szlachcic, polityk (zm. 1824)
- 17 lutego – Horace-Bénédict de Saussure, szwajcarski uczony, naturalista, inicjator alpinizmu (zm. 1799)
- 13 marca – Maciej Grzegorz Garnysz, polski duchowny katolicki, biskup pomocniczy kujawsko-pomorski (zm. 1790)
- 26 marca – Jonathan Trumbull Jr., amerykański polityk, senator ze stanu Connecticut (zm. 1809)
- 7 kwietnia – Haym Solomon, Żyd z Polski, bankier, wolnomularz, główny finansista rewolucji amerykańskiej (zm. 1785)
- 11 kwietnia – Józef Miączyński, konfederat barski, generał adiutant króla Stanisława Augusta (zm. 1800)
- 9 maja – Giovanni Paisiello, włoski kompozytor (zm. 1816)
- 2 czerwca – Donatien Alphonse François de Sade, francuski pisarz (zm. 1814)
- 6 czerwca – Louis-Sébastien Mercier, francuski pisarz epoki oświecenia (zm. 1814)
- 15 czerwca – Wincenty Abraham, francuski duchowny katolicki, męczennik, błogosławiony (zm. 1792)
- 20 czerwca
  - Jan Franciszek Burté, francuski duchowny katolicki, męczennik, błogosławiony (zm. 1792)
  - Grzegorz Zachariasiewicz, polski duchowny katolicki, biskup pomocniczy gnieźnieński (zm. 1814)
- 24 czerwca – Juan Ignacio Molina, chilijski jezuita i naturalista (zm. 1829)
- 27 czerwca – John Latham, angielski lekarz, ornitolog i przyrodnik (zm. 1837)
- 23 sierpnia – Iwan VI Romanow, cesarz Rosji (zm. 1764)
- 26 sierpnia – Joseph Michel Montgolfier, francuski współwynalazca balonu na ogrzane powietrze (zm. 1810)
- 30 sierpnia – David Bushnell, amerykański wynalazca, konstruktor pierwszego pojazdu podwodnego (zm. 1824)
- 7 września – Johan Tobias Sergel, szwedzki rzeźbiarz, malarz i rysownik (zm. 1814)
- 27 października – Jakub Juliusz Bonnaud, francuski jezuita, męczennik, duchowny katolicki (zm. 1792)
- 29 października – James Boswell, pamiętnikarz angielski pochodzący ze Szkocji (zm. 1795)
- 6 listopada - Joseph Christian Hohenlohe-Bartenstein, niemiecki duchowny katolicki, biskup wrocławski (zm. 1817)
- 10 listopada - Maria Kunegunda Wettyn, królewna polska, księżniczka saska (zm. 1826)
- 28 listopada – Andrzej Gawroński, biskup krakowski (zm. 1813)
- 22 grudnia – Peter Abildgaard, duński lekarz i weterynarz (zm. 1801)
- 29 grudnia - Jan Jakub Symonowicz, polski duchowny ormiańskokatolicki pochodzenia ormiańskiego, arcybiskup lwowski (zm. 1816)

- data dzienna nieznana:
  - Andrzej Badurski, polski lekarz, profesor Uniwersytetu Jagiellońskiego (zm. 1789)
  - Ludwik Renat Mikołaj Benoist, francuski duchowny katolicki, męczennik, błogosławiony (zm. 1792)

## Zmarli
- 6 lutego – Klemens XII, papież (ur. 1652)
- 16 marca – Krzysztof Jan Szembek, polski duchowny katolicki, biskup przemyski (ur. 1680)
- 19 maja – Teofil z Corte, włoski franciszkanin, teolog, święty (ur. 1676)
- 31 maja – Fryderyk Wilhelm I Pruski, król Prus (ur. 1688)
- 8 lipca – Piotr Vigne, francuski lazarysta, założyciel Sióstr Najświętszego Sakramentu, błogosławiony katolicki (ur. 1670)
- 20 października – Karol VI Habsburg, cesarz rzymsko-niemiecki (ur. 1685)

## Święta ruchome
- Tłusty czwartek: 25 lutego
- Ostatki: 1 marca
- Popielec: 2 marca
- Niedziela Palmowa: 10 kwietnia
- Wielki Czwartek: 14 kwietnia
- Wielki Piątek: 15 kwietnia
- Wielka Sobota: 16 kwietnia
- Wielkanoc: 17 kwietnia
- Poniedziałek Wielkanocny: 18 kwietnia
- Wniebowstąpienie Pańskie: 26 maja
- Zesłanie Ducha Świętego: 5 czerwca
- Boże Ciało: 16 czerwca